# 路易二世 (安茹)
安茹的路易二世（法語：Louis II d'Anjou，1377年10月5日—1417年4月29日），1384年－1417年间为安茹公爵和普罗旺斯伯爵；他亦宣稱擁有那不勒斯王国的主權，但仅在1390年－1399年间實際统治其部分領土。他的父亲，瓦盧瓦-安茹王朝的创立者安茹的路易一世，是法兰西的让二世的次子和那不勒斯女王乔万娜一世的养子。當他还是个孩子時，父亲便於1384年那不勒斯的一场军事行动去世。他从父亲处继承了安茹，但他的母亲布卢瓦的玛丽不能说服他的三叔贝里公爵让和四叔勃艮第公爵腓力二世继续她的丈夫在那不勒斯的战争。普罗旺斯的贵族和城镇拒绝承认路易二世是他们的合法统治者，但布卢瓦的玛丽在1385年－1387年间一个个说服他们效忠他。
1389年，他的堂兄夏尔六世决定支持路易二世争取那不勒斯王位。1389年11月1日对立教宗克勉七世在阿维尼翁加冕他为那不勒斯国王後，路易搬到那不勒斯。他的军队不能占领整个王国，因此王国实际上被他和竞争对手拉迪斯劳瓜分。克勉七世的继任对立教宗本笃十三世与法国之间的冲突削弱了路易的地位，1399年，拉迪斯劳迫使他离开那不勒斯回到普罗旺斯。

## 早年生活
路易是安茹的路易一世和布卢瓦的玛丽的长子。路易一世是让二世国王的次子，让于1360年将安茹和曼恩授予路易作为世袭领地。无子女的那不勒斯女王乔万娜一世于1380年养路易一世为儿子和继承人，因为她需要法国的支持对抗自己的敌人杜拉佐的卡洛。自从1130年起，那不勒斯的统治者们已经承认教宗们的宗主权，但1378年天主教会大分裂后，两个敌对教宗在竞争最高主权。乔万娜的封臣们认可教宗乌尔巴諾六世为合法教宗，但她更偏爱乌尔巴诺的对手克勉七世。作为报复，乌尔巴诺认可卡洛对她的王国的宣称权，并在1381年6月在罗马加冕他为那不勒斯国王（正式说是西西里国王）。杜拉佐的卡洛入侵南意大利，但路易一世因兄长夏尔五世新故，不能离开法兰西保护养母。9月，杜拉佐的卡洛俘获乔万娜女王，占领那不勒斯。
路易一世决心夺取她的继承权，包括普罗旺斯和佛卡尔基耶的郡县和附加于那不勒斯王国宣称权的耶路撒冷王国宣称权。路易的婚姻最早的计划是与父亲寻求对抗杜拉佐的卡洛的盟友相关联的。1381年11月，路易一世计划通过路易和路易的弟弟夏尔与阿拉贡国王佩德罗四世的孙女们胡安娜和约兰塔的婚姻与阿拉贡王国结盟。但路易一世意识到与有权势的意大利统治者结盟可以为他的目的服务，故很快将这一计划搁置。1382年初他决定兴兵讨伐杜拉佐的卡洛后，他开始与米兰领主贝尔纳博·维斯孔蒂谈判。贝尔纳博同意雇佣军队对杜拉佐的卡洛作战，并于1382年3月13日将女儿露西亚与路易订婚。
同时，路易一世来到阿维尼翁，克勉七世在那里加冕他为国王。他占领了普罗旺斯和佛卡尔基耶，使他的雇佣军可以自由地在这两县劫掠。他的军事行动决定了乔万娜女王的命运，因为7月杜拉佐的卡洛下令她的狱卒将她闷死。9月，路易一世穿过那不勒斯王国的边境，但杜拉佐的卡洛避免与他激战。1382年底，路易一世的雇佣军大多开小差，迫使他提出放弃对那不勒斯的宣称换取普罗旺斯，但杜拉佐的卡洛拒绝了。1384年5月6日，留在安茹的7岁的路易将一枚戒指送给米兰的露西亚·维斯孔蒂，表示他们订婚了。他在信中被称为卡拉布里亚公爵。
1384年9月20日，路易一世在巴里去世。他在遗愿里请求克勉七世支持他的儿子夺取那不勒斯王国。他任命库锡的昂格朗七世以总督身份管治王国被占领的部分，规定他的遗孀只有在他的三弟贝里公爵让和四弟勃艮第公爵腓力二世及他们的侄子夏尔六世国王同意的情况下才能调走库锡。

## 统治

### 未成年时期
丧父时，路易才7岁。守寡的布卢瓦的玛丽试图说服路易的两位叔父勃艮第公爵腓力二世和贝里公爵让继续对抗那不勒斯的军事行动。贝尔纳博·维斯孔蒂支持她的努力，但两位公爵都拒绝在这一不成功的事业上投入更多的钱。勃艮第公爵清楚的说“所有这些小冒险”都应该被遗忘。1385年5月6日，贝尔纳博·维斯孔蒂被侄子吉安·加莱亚佐·维斯孔蒂扣押，这也终结了他的女儿和路易的婚姻谈判。
在普罗旺斯和佛卡尔基耶的大多城镇和贵族支持杜拉佐的卡洛。他们在普罗旺斯地区艾克斯组成正式联盟对抗路易和他的母亲。决心在这两个富有的县重树他们的统治的布卢瓦的玛丽赶到马赛。路易陪同母亲，1385年8月24日他们在那里一起接受了当地最高官阶的三位治安法官的效忠。作为回报，他们郑重承诺，他们将永远注重市民们的自由。布卢瓦的玛丽与艾克斯同盟的成员们谈判，在此后2年一个个说服他们接受路易的统治。
1386年2月，杜拉佐的卡洛在要求匈牙利王位时死于一场阴谋。他10岁的儿子拉迪斯劳在母亲杜拉佐的玛格丽特监护下继位。乌尔巴诺六世的继任人教宗波尼法爵九世承认拉迪斯劳统治那不勒斯王国的权利。布卢瓦的玛丽开始就路易和拉迪斯劳的姐姐乔万娜的婚姻谈判，但1387年5月路易断然拒绝娶他父亲主要敌人的女儿。路易的支持者们占领了那不勒斯镇，但他的对手们却守住了两个最重要的城堡新堡和圣埃莫堡。
法兰西的夏尔六世成年后，弃用了勃艮第和贝里公爵，决定对路易提供支持。1389年5月，他在巴黎的圣但尼圣殿将路易及其弟夏尔封为骑士。根据史学家乔纳森·桑普申，持续了一个星期的庆祝活动是“精心策划的王室宣传活动，有意将自己的财富展现在年轻一代手中”。他许诺授予路易300,000弗洛林资助他一场去南意大利的军事行动。（对立）教宗克勉七世很快许诺给路易额外的500,000弗洛林。夏尔六世在聖雅納略圣血仪式后不久就以一封在那不勒斯主教座堂读出来的信向那不勒斯的市民们宣称了他的决定。

### 那不勒斯
1389年11月1日，对立教宗克勉七世在阿维尼翁的教皇宫加冕路易为国王。法兰西國王查理六世及其弟蒂雷纳的路易都出席了仪式，展示了对路易的支持。吉安·加莱亚佐·维斯孔蒂也加入了他们的同盟。
1390年7月，路易和他大约40艘战舰的舰队从马赛出发，8月6日到达那不勒斯湾。他的军队在10月夺取了圣埃莫堡，数周后夺取了新堡。已陪同路易去那不勒斯的克勉七世的使节图里的皮埃尔枢机代表他有效地管理王国。路易被与阿拉贡国王胡安一世的女儿约兰塔订婚。克勉七世为路易提供经常性的财政支持，他的军队取得一系列大胜，于1392年占领了阿马尔菲和拉韦洛。大多卡拉布里亚诸侯（包括有权势的桑塞弗里诺和鲁佛家族的首领们）也在1392年秋对他宣誓效忠。实际上，那不勒斯王国被路易和拉迪斯劳瓜分。
1392年8月5日，法兰西的夏尔六世初露疯癫症状，使得勃艮第的腓力二世加强了自己在法兰西宫廷的地位。11月，维斯孔蒂派一位特使去巴黎说服法国人向意大利发动进一步的军事行动。已从夏尔六世处获得奥尔良公国的蒂雷纳的路易支持这一计划，因为他想为自己征服教宗国的大部分；他的舅舅波旁公爵路易二世也决定率一支法军去那不勒斯支持路易。但是，与他们的潜在意大利盟友和克勉七世的谈判证明了他们的目标难以达成，因为缺乏充分的财政支持。
1394年9月16日，克勉七世暴亡。夏尔六世和他的顾问们想终结大分裂，请求克勉七世的枢机们不要选举新教宗。枢机们忽略了他们的要求，选举了一位阿拉贡枢机，取名本笃十三世。路易支持本笃，但是，法兰西教士们决定在1395年2月2日巴黎的大会上强制两位教宗退位。奥尔良的路易决心继续在意大利的军事行动，但夏尔六世的王后巴伐利亚的伊莎博和勃艮第的腓力二世说服他在2月末从意大利撤军。
法兰西和本笃十三世之间的冲突削弱了路易的地位，拉迪斯劳可以趁机从中取利。在分析他们的处境时，史学家阿兰·莱德总结称路易展现了一个“缺乏领导力的角色”，而拉迪斯劳展示出了“使他成为意大利的恐怖分子的智慧和残忍”。路易的真正权力仅限于那不勒斯市，因为卡拉布里亚诸侯仅仅正式承认他的统治。法兰西的夏尔六世在与佛罗伦萨签订和约许诺不入侵那不勒斯后，公开放弃了对路易的支持。
法兰西神职人员不再效忠于本笃十三世，法国军队于1398年7月围攻阿维尼翁。路易对那不勒斯的统治合法性源自本笃十三世前任的加冕，但他管治普罗旺斯的母亲却支持法兰西的行动。失去了来自法兰西的收入，本笃十三世无法再资助路易在那不勒斯的军队。阿普利亚诸侯起事对抗路易，迫使他于1399年2月发兵阿普利亚。桑塞弗里诺家族背弃了他，他不在那不勒斯使得拉迪斯劳得以于7月10日夺取该城镇。路易无法继续战斗，当月离开南意大利前往普罗旺斯。

### 在法兰西
1400年12月2日，路易在阿尔的圣托菲姆教堂迎娶阿拉贡的约兰塔。同日，她被加冕为王后。这给了他通过她的权利继承阿拉贡王位的可能。她的父亲胡安一世已在1396年驾崩，而她的叔父马蒂诺一世则在1410年驾崩。
1409年，路易在普罗旺斯地区艾克斯建立了一座大学。
1409年，路易二世从拉迪斯劳手中夺取了罗马。1411年，他作为对立教宗若望二十三世（巴尔达萨雷·科萨）的盟友，在罗卡塞卡击败了拉迪斯劳，但他终于失去那不勒斯人的支持，被迫撤退。他对那不勒斯王位的宣称权传给了其子、后来的路易三世。
其子路易最初与勃艮第公爵无畏的约翰之女勃艮第的卡特琳订婚。但当约翰煽动了一起对法兰西王太子的暴徒攻击后，他和妻子加入了阿马尼亚克派。与卡特琳的订婚被否决，这引起了勃艮第公爵的仇恨。
因膀胱感染，他没有参加阿让库尔战役。战后，他逃离巴黎，与妻儿会合于昂热。
路易二世在自己在安茹中心昂热的城堡去世，并就地下葬。

## 家庭
路易和约兰塔有五个长大成人的孩子：
- 安茹公爵、自称的那不勒斯国王路易三世（1403年9月25日－1434年11月12日）[2]
- 安茹的玛丽（1404年－1463年），1422年在布尔日嫁给法国国王夏尔七世为王后[2]
- 安茹公爵、那不勒斯国王勒內一世（1409年1月16日－1480年7月10日）[2]
- 约兰德（1412年－1440年），先嫁布拉班特公爵腓力一世，1431年于南特再嫁布列塔尼公爵弗朗索瓦一世[2]
- 曼恩伯爵夏爾（英语：Charles IV, Count of Maine）（1414年－1472年）[2]